# Fritz Freymüller
Fritz Freymüller, auch Fritz Freymueller (* 15. Juni 1882 in Obersteinach; † 13. September 1950 in West-Berlin), war ein deutscher Architekt, Stadtplaner und Baubeamter.

## Leben
Freymüller studierte Architektur an der Technischen Hochschule Stuttgart, war dort Schüler von Theodor Fischer und Paul Bonatz. Seit 1900 gehörte er der Burschenschaft Ulmia Stuttgart an. Später wurde er auch Alter Herr der Burschenschaft Thuringia Berlin. 1912 avancierte er nach ersten Berufsjahren in Wilhelmshaven und Schöneberg zum Gemeindebaurat von Lankwitz. Der damalige Bürgermeister von Lankwitz, Rudolf Beyendorff, und er trieben den Ausbau von Lankwitz zur Villenkolonie „Gartenstadt Lankwitz“ voran.
Im Ersten Weltkrieg kämpfte Freimüller in den Schützengräben bei Sedan und lernte das Grauen des Grabenkriegs kennen.
Nach der Eingemeindung von Lankwitz nach Groß-Berlin am 1. Oktober 1920 wurden Freymüllers Leistungen für Lankwitz gewürdigt und er wurde 1921 erster Stadtbaurat des neuen Berliner Bezirks Steglitz. Er durfte den Titel Regierungsbaumeister tragen. Mehrere Schulen, die Feuerwache Steglitz in der Plantagenstraße und das Stadion Lichterfelde mit seiner geschwungenen Tribüne stammen von Freymüller.
Am 1. April 1933 wurde er von den Nationalsozialisten aufgrund von Konflikten, die auf seiner liberalen und demokratischen Haltung beruhten, aus dem Amt getrieben. Freymüller betätigte sich danach als freischaffender Architekt und baute private Wohngebäude, so das Landhaus für den Schauspieler Paul Hörbiger. Er nahm an Wettbewerben für Eigenheime teil.
Freymüller verfasste mit dem Architektenkollegen Fritz Schröder  das Buch Kampf den Bausünden, das bautechnische Fehler aufzeigt und anhand von Zeichnungen sowie praktischen Ratschlägen zur Vermeidung selbiger beitragen sollte. Mit dem Ziel der „Gemeinverständlichkeit“ sollte das Buch „eine größere Öffentlichkeit auf die Anstrengungen des zukünftigen Wiederaufbaus – insbesondere im Siedlungs- und Wohnhausbau“ nach dem ersehnten Ende des Zweiten Weltkriegs vorbereiten. Das Buch wurde in zwei Bänden angelegt, Roh- und Ausbau gewidmet. 1941 erschien der erste Teil, 1942 der zweite Teil. 1950 erschien die dritte, verbesserte Ausgabe. Es gilt noch immer als Standardwerk zum Thema Bausünde.
1948 wurde Freymüller mit dem Wiederaufbau des Botanischen Gartens und Botanischen Museums in Dahlem beauftragt, die Umsetzung seines Entwurfs konnte er jedoch nicht mehr verwirklichen.
Fritz Freimüller wohnte zuletzt in seinem im Zweiten Weltkrieg nicht zerstörten Haus, Alt-Lankwitz 74, und wurde auf dem Kreuzkirchhof in Lankwitz bestattet. Da die Grabstätte später neu belegt wurde, ließ die Familie einen umgearbeiteten Grabstein auf der Grabstelle des Enkels (Abt. M, Reihe W2, Platz 033) aufstellen.
Der Freymüllerweg in Lankwitz ist seit 1997 nach ihm benannt.

## Bauten (Auswahl)
- 1913–1914: Parkwohnhaus, genannt Käseglocke am Bernkastler Platz in Lankwitz
- 1913–1914: Lyzeum mit Gemeindefesthalle, inzwischen Beethoven-Oberschule
- 1913–1916: Herrenhaus Correns in Lankwitz, Gärtnerstraße 25–32, bekannt als Siemens-Villa
- 1917: Ratswaage Lankwitz, Ecke Charlottenstraße/Elisabethstraße
- 1924–1925: Feuerwache Steglitz, Plantagenstraße 12–14/Südendstraße 16–18a
- 1926: Krieger-Ehrenmal im Gemeindepark Lankwitz
- 1926–1929: Stadion Lichterfelde, Ostpreußendamm 3–17
- 1928–1929: Jugendheim Haus der Jugend, Flemmingstraße 14b, Steglitz; gilt als das erste explizit als Jugendfreizeiteinrichtung konzipierte Gebäude[8]
- 1928–1929: Verwaltungsgebäude zum Stadtbad Steglitz,[9]
- 1929–1930: Ehemaliges Verbindungshaus der Burschenschaft Thuringia Sensburger Allee 3 in Berlin-Westend
- 1932: Gedenkstätte für Otto Lilienthal auf dem Fliegeberg in Lichterfelde

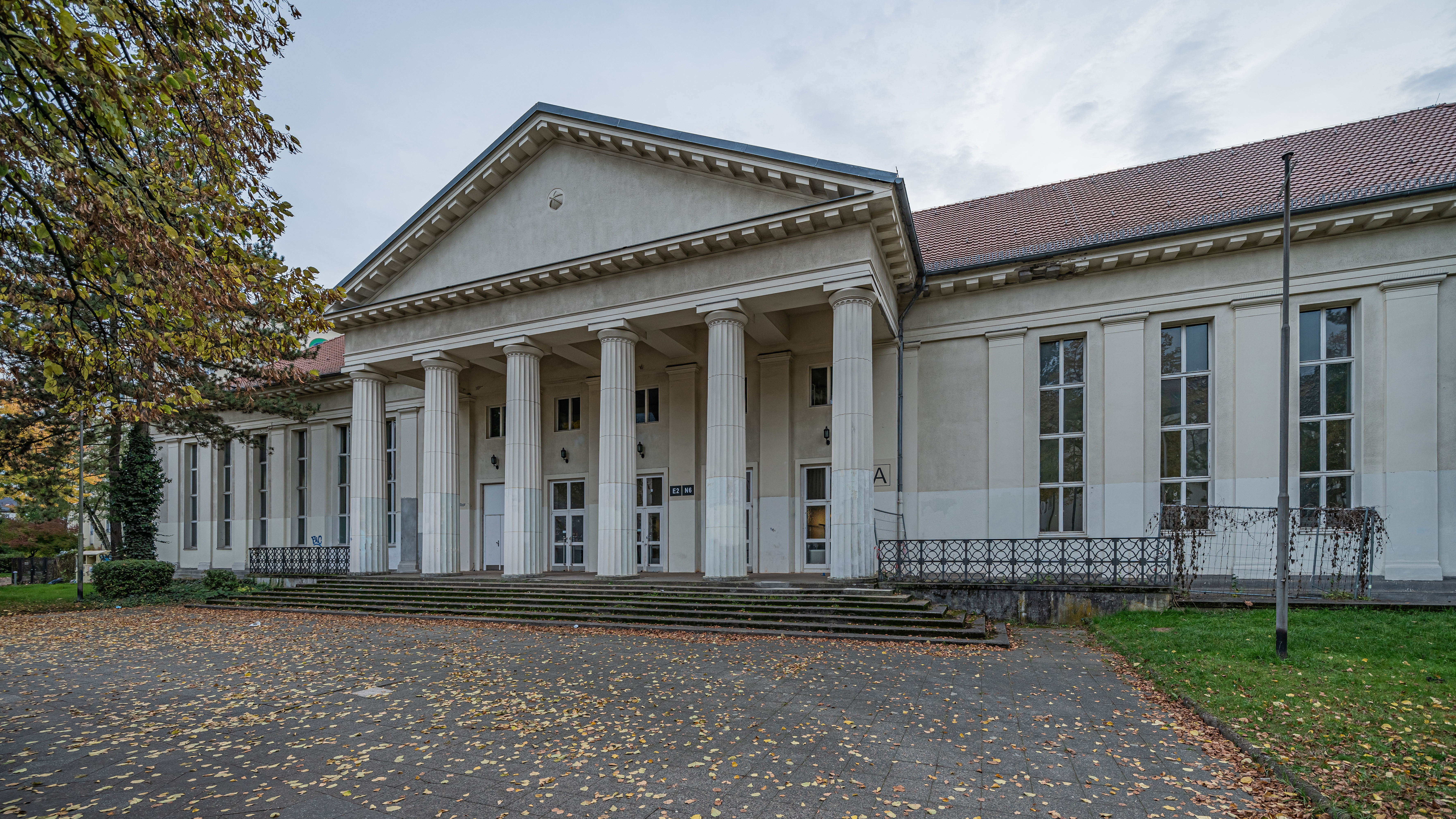
Beethoven-Oberschule
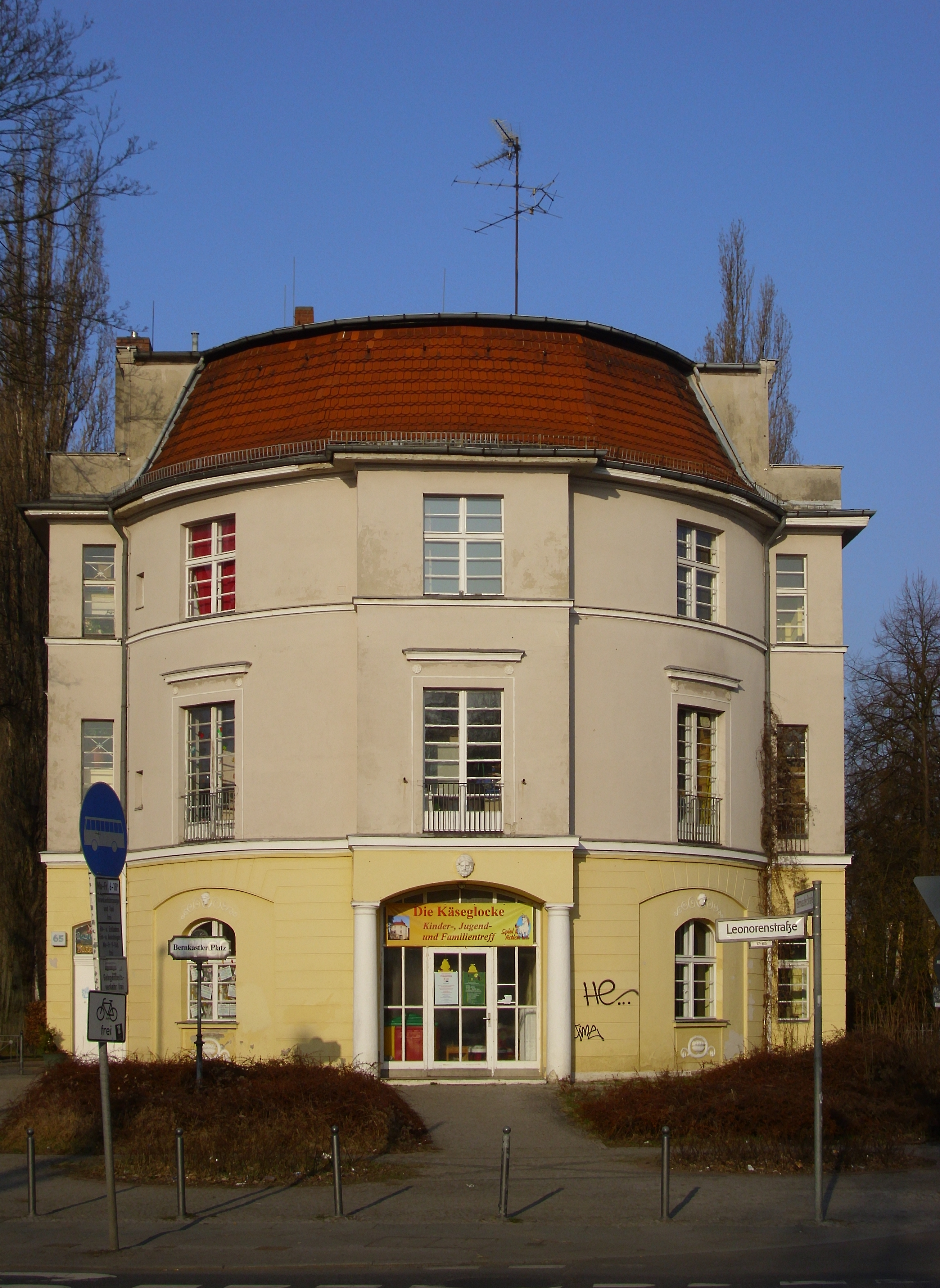
Parkwohnhaus Bernkastler Platz (Käseglocke)
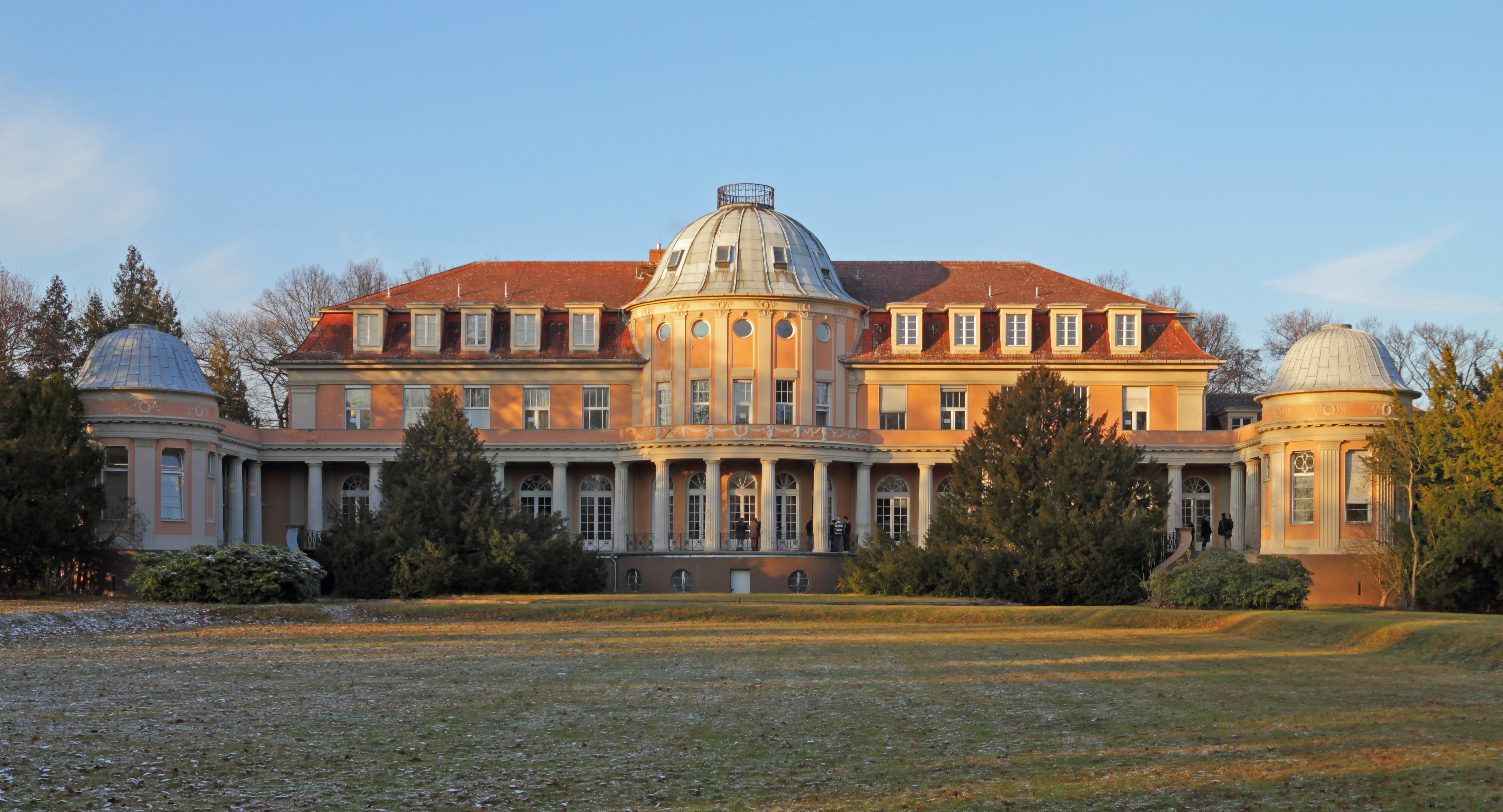
Herrenhaus Correns (Siemens-Villa)
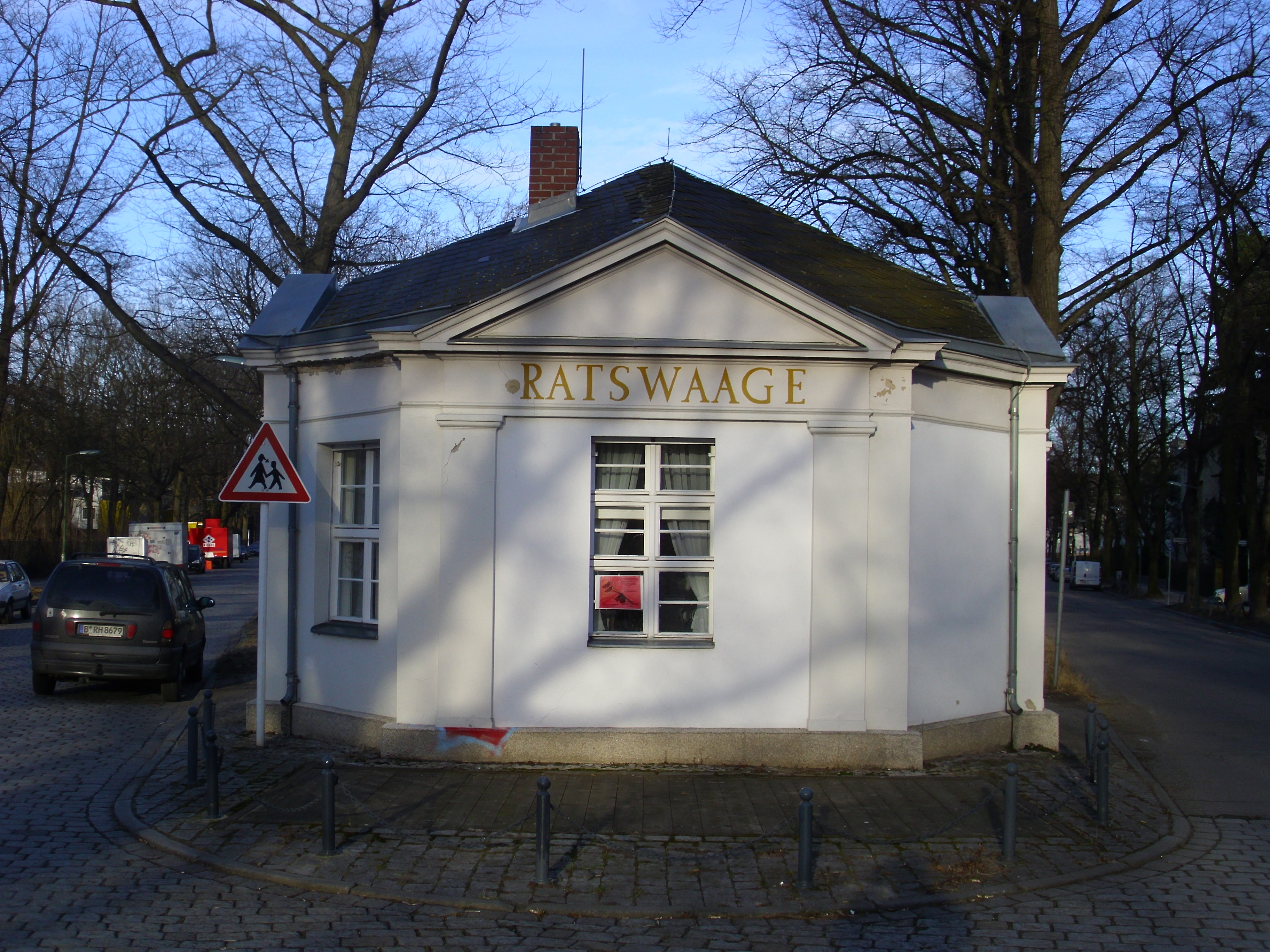
Ratswaage Lankwitz
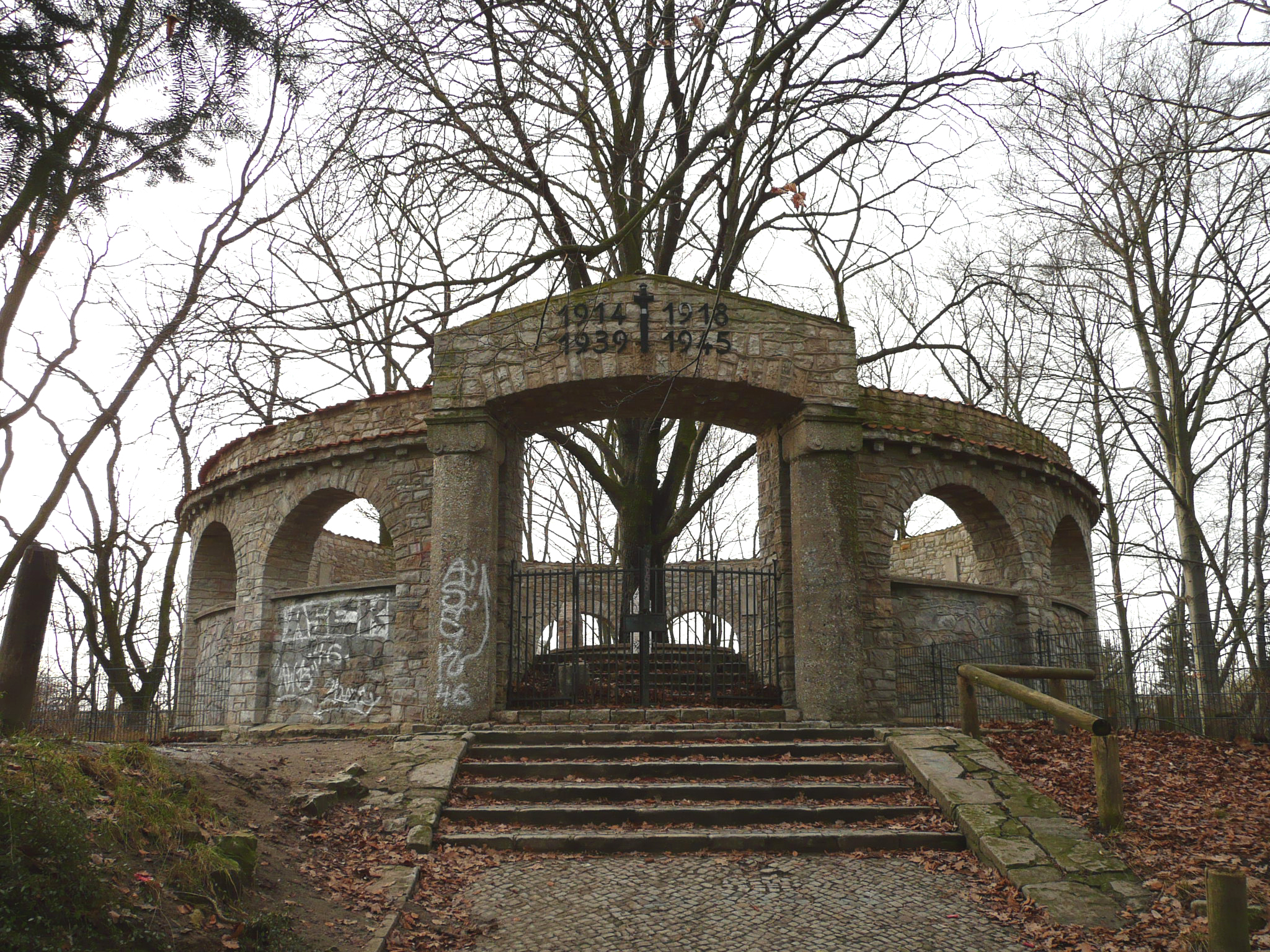
Krieger-Ehrenmal im Gemeindepark Lankwitz
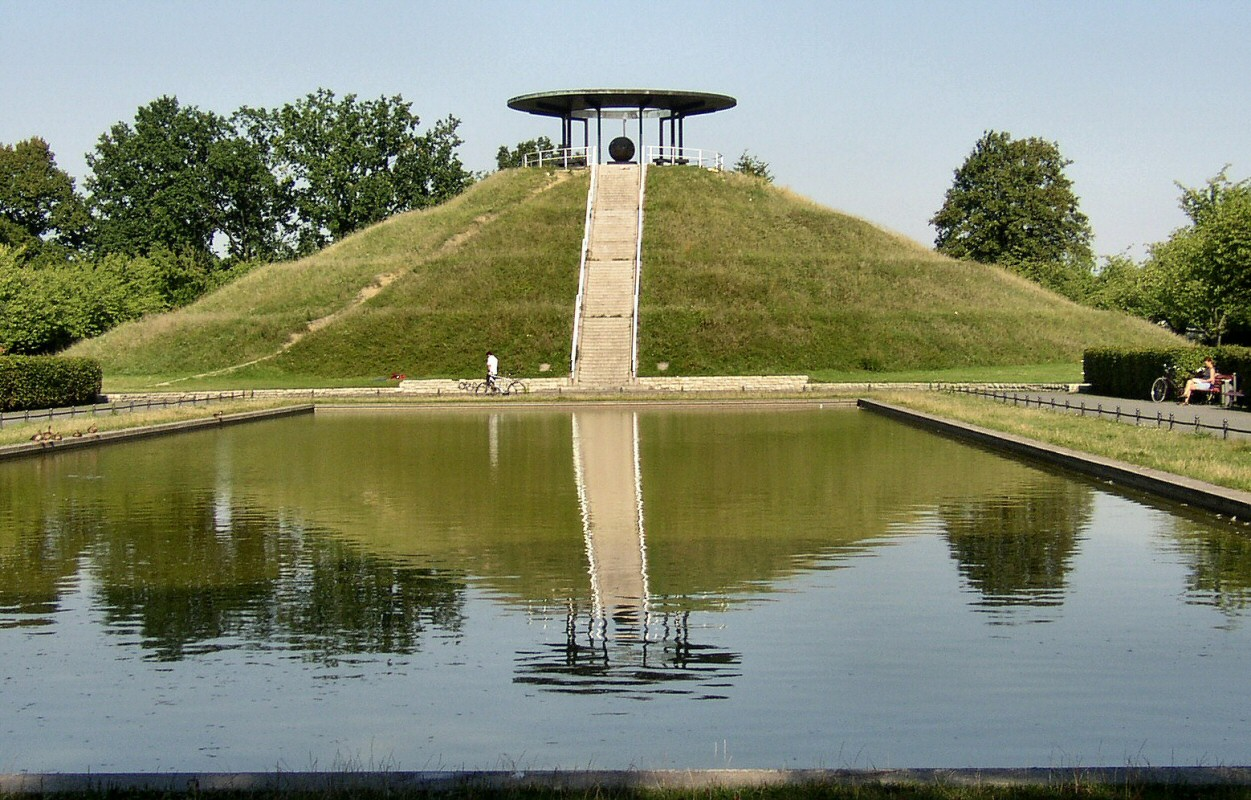
Otto-Lilienthal-Denkmal auf dem Fliegeberg
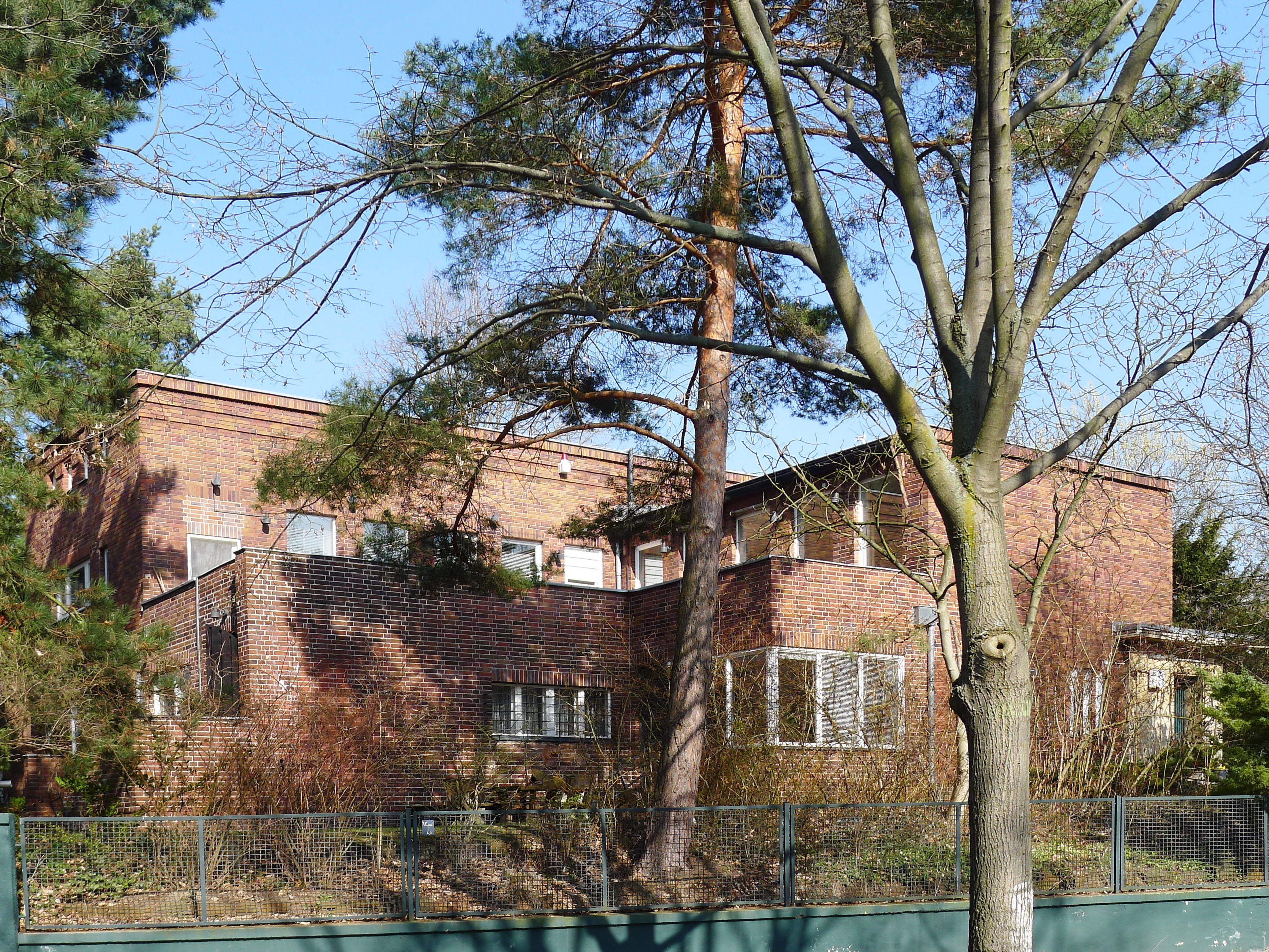
Haus Sensburger Allee 3 in Berlin-Westend

## Schriften
- (mit Fritz Schröder): Kampf den Bausünden. Teil 1. Gersbach & Sohn, Berlin 1941.
- (mit Fritz Schröder): Kampf den Bausünden. Teil 2. Gersbach & Sohn, Berlin 1942.